# アウルクチ (ジャライル部)
アウルクチ（モンゴル語: A'uruγči、生没年不詳）は、トランギト・ジャライル出身で、モンゴル帝国の華北方面タンマチ（辺境鎮戍軍）司令官を務めた人物。『元史』などの漢文史料では奥魯赤(àolŭchì)と記される。

## 概要
『元史』によると、アウルクチの先祖はともにチンギス・カンに仕えて功績を挙げており、モンゴル帝国譜代の名家であった。また、アウルクチの父のテムデイはオゴデイ・カアンの治世においてタンマチ（辺境鎮戍軍）の司令官に任ぜられ、金朝遠征にて先鋒軍を務めて戦功を挙げた。
アウルクチは幼い頃からモンケに仕え、モンケから特に信任されていたという。1258年には父のテムデイとともにモンケの南宋遠征に加わり、四川の釣魚山を攻めた。しかしモンケはこの遠征中に病で急死してしまい、モンゴル帝国ではこの後モンケの弟のクビライとアリクブケの間で帝位継承戦争が勃発することになった。この時の帝位継承戦争、李璮の乱といった戦乱でアウルクチが活躍したという記録は全くないが、これはアウルクチがモンケ直属の軍隊に所属していたためにクビライ派に加わって自らの地位を確立することが難しかったためと考えられている。
帝位継承戦争が終結した5年後の1268年（至元5年）、アウルクチはクビライから襄陽攻めを命じられるとともに「蒙古軍万戸」を率いることを命じられた。1269年（至元6年）には父の地位を継いで「蒙古軍四万戸」を率いることを許されており、ここにおいてアウルクチはかつての父の地位を復権することになった。
1274年（至元11年）、バヤンを総司令官とする南宋侵攻作戦が始まると、アウルクチも「蒙古軍四万戸」を率いてこれに従軍した。鄂州の包囲線では宋兵の守りが堅かったため使者を派遣して降伏を促すべしとバヤンに進言し、この進言は採用された。そこで許千戸と捕虜になっていた宋の将軍が使者として派遣され、彼等の説得によって鄂州は降伏した。
1276年（至元13年）には南宋の首都の臨安が陥落したが、アウルクチは未だ抵抗を続ける州郡の平定に従事した。このため、鎮国上将軍・行中書省参知政事の地位を加えられ、更に参知政事行湖北道宣慰使とされている。この時初めてモンゴル帝国領となった旧南宋の州郡ではモンゴル兵を恐れた民が往々にして山間部に逃れたため、アウルクチはモンゴル兵の横暴を厳しく取り締まることで民が居住地に戻るよう促した。その後、クビライに謁見した際には鄂州が要害の地であること、この地を治めるアウルクチはクビライの耳目となるよう言われた上で、驃騎衛上将軍・中書左丞に昇格となった。
1281年（至元18年）には詔を受けて鄂州に行省を、潭州に宣慰司が移され、湖南の賊の周龍・張虎らの討伐に従事した。アウルクチは2名を捕らえて梟首とし、この鉱石により荊湖等処行枢密院副使に改められている。
1286年（至元23年）にはクトゥグ・テムルとともにクビライに謁見して湖広等処行中書省平章政事の地位を拝命した後、同年4月には鎮南王トガンを補佐してベトナム出兵に従事するよう命じられた。そこでアウルクチは息子のトゴン・ブカに万戸の地位を譲ってベトナムに遠征し、一時は国王を海島に逃れさせるほどの勝利を収めた。しかし、補給路を断たれたモンゴル軍はベトナム軍の逆襲を受けて敗退し、アウルクチは奮戦してなんとか本国に逃れた後、江西行省平章政事に改められた。その後アウルクチは病を理由に地位を辞そうとしたが許されず、1289年（至元26年）には同知湖広等処行枢密院事の地位を授けられた。
1294年（至元31年）にオルジェイトゥ・カアン（成宗テムル）が即位した後は光禄大夫・上柱国・江西等処行中書省平章政事とされたが、1297年（大徳元年）3月に66歳にして死去した。
息子には、明威将軍・蒙古侍衛親軍副都指揮使となったバイジュ、驃騎衛上将軍・行中書省左丞・蒙古軍都万戸となったトゴン・ブカらがいた。

## トランギト・ジャライル部
- コゴチャ（Qoγoča ＞豁火察/huōhuŏchá）
  - ジョチ・チャウルカン（J̌öči ča'urqan ＞朔魯罕/shuòlŭhǎn,جوچی جاورقای/jūchī jāūrqāī）
    - テムデイ（Temüdei ＞忒木台/tèmùtái）
      - アウルクチ（A'uruγči ＞奥魯赤/àolŭchì）
        - バイジュ（Baiǰu ＞拜住/bàizhù）
        - トゴン・ブカ（Toγon buqa ＞脱桓不花/tuōhuán bùhuā）

  - ジョチ・ダルマラ（J̌öči darmala ＞拙赤答児馬剌/zhuōchì dáérmǎlà,جوچی ترمر/jūchī tarmala）
    - クトクト（Qutuqtu ＞قوتوقتو/qūtūtqū）
    - クトクダル（Qutudar ＞قوتوقدار/qūtūqdar）
    - クンドゥカイ（Qunduqai ＞قوندقای/qūndqāī）
    - イルゲイ（Ilügei ＞یلکای/īlkāī）
    - アルカン（Arkan ＞ارکن/arkan）